# Nobuyuki Abe
Nobuyuki Abe (født 27. april 1984) er en japansk fodboldspiller, som spiller for den japanske fodboldklub AC Nagano Parceiro.